# Ignacio de Constantinopla
Ignacio (en griego: Ιγνάτιος, c. 797-877) fue el patriarca de Constantinopla desde el 4 de julio de 847 al 23 de octubre de 858 y desde el 23 de noviembre de 867 al día de su muerte el 23 de octubre de 877. Es considerado como santo por la Iglesia ortodoxa y se encuentra presente también en el martirologio romano de la Iglesia católica, siendo la fecha de su festividad el 23 de octubre.

## Biografía
Ignacio, cuyo nombre de nacimiento era Nicetas, era el hijo del emperador bizantino Miguel I Rangabé y Procopia. Su abuelo materno era Nicéforo I.
Aun siendo niño, Nicetas había sido nominado comandante de los nuevos cuerpos de guardias imperiales, los Hikanatoi. Fue castrado por la fuerza (esto lo imposibilitaba para convertirse emperador, ya que el emperador no podía ser eunuco) y tonsurado luego de la deposición de su padre en 813. Fundó tres monasterios en las Islas Príncipe, el lugar favorito para exilar miembros tonsurados de la casa imperial.
La emperatriz Teodora II señaló a Ignacio, un oponente incondicional de la iconoclasia, para suceder a Metodio I como patriarca de Constantinopla en 847. Ignacio rápidamente se enredó en el conflicto entre los estuditas y los moderados de la Iglesia, siendo quizá el asunto dispuesto por clérigos que habían colaborado en el pasado con las políticas iconoclastas. Ignacio tomó el bando de los estuditas conservadores y depuso al arzobispo de Siracusa, Gregorio Asbestas, el líder del partido moderado. Asbestas apeló al papa León IV, inaugurando un período de fricción en las relaciones entre las iglesias de Roma y de Constantinopla. 
Por una efusiva crítica al César Bardas, Ignacio perdió el apoyo después de que el emperador Miguel III y Bardas apartaran a Teodora de su influencia en 857. Ignacio fue obligado a renunciar,  y reemplazado por Focio quien, como seglar que era en un primer momento, hubo de ser investido con el orden sagrado en su plenitud (órdenes menores y mayores hasta el episcopado) para poder acceder legítimamente al patriarcado constantinopolitano. Cuando Focio revirtió algunas de las políticas de su predecesor, los partidarios de Ignacio apelaron al papa Nicolás I, quien al principio intentó mantenerse fuera de la controversia (ya que la elección de Ignacio estaba contra la ley canónica)[cita requerida] aunque luego condenó a Focio. Los problemas inmediatos en el conflicto fueron el asunto de la precedencia papal por sobre el patriarca y la jurisdicción en la recién convertida Bulgaria.
En 867, Basilio I el Macedonio usurpó el trono y, buscando una alianza con Nicolás I y Luis II el Joven, desterró a Focio y restauró a Ignacio en el patriarcado. Restituido, Ignacio rehusó ceder ante el papado y devolvió a Bulgaria a la órbita de la Iglesia bizantina en 870 (básicamente, los bizantinos pudieron ofrecer a los búlgaros un acuerdo político mejor que el de los romanos). Ya que Ignacio y Focio siguieron la misma política, el último fue llamado y rehabilitado como tutor de los hijos del Emperador. Cuando Ignacio murió en octubre de 877, Focio fue restituido como patriarca y él mismo contribuyó a la canonización de Ignacio.